# 高长弼
高长弼（？—？），一名弼，小名阿伽，勃海郡蓨县（今河北省衡水市景县）人，北齐宗室，东魏、北齐官员。

## 生平
高长弼在东魏武定年间官至安西将军、营州刺史，封安陵县开国男。高长弼性格粗率勇猛，出入城中集市，喜欢殴打行路的人，当时的人都称他为阿伽郎君。天保元年六月壬午（550年7月3日），高长弼以宗室的身份被封为广武王。当时有个天恩道人，特别凶暴，横行街市，后来加入高长弼一党，专门做打斗的事。齐文宣帝高洋将他们全部逮捕进监狱，天恩道人一伙十多人被判弃市，高长弼被鞭打一百下。高长弼很快出任南营州刺史，在南营州无故自己惊吓逃走，叛逃进入突厥，最终不知道死在哪里。

## 其他
高长弼与并州刺史段韶有矛盾，齐文宣帝高洋将要去晋阳，高长弼对齐文宣帝说：“段韶在并州统帅强大的军队，恐怕不知道他的意愿，岂能径直前往投奔他！”齐文宣帝不听。天保元年十月己卯（550年10月28日），齐文宣帝到了晋阳，将高长弼的话告诉段韶说：“像您这样忠诚，还有谗言，何况其他人呢！”

## 家庭

### 祖父
- 高䐗儿，北魏散骑常侍、内侍长

### 父亲
- 高昋，北魏奉朝请、员外散骑侍郎

### 兄弟
- 高永乐，东魏骠骑大将军、仪同三司、济州刺史、阳周武昭公